# Kruståtel
Kruståtel (Avenella flexuosa) eller sia är en flerårig ört tillhörande familjen gräs.

## Beskrivning
Kruståtel blir normalt mellan 30 och 70 centimeter hög. Bladen är trådsmala och känns i regel vaxartade eller feta. När den växer i skuggiga partier har varje exemplar i regel ett antal extra skott som är sterila. I bladvecken finns ett 1 till 3 millimeter långt snärp.
Arten blommar mellan juni och juli och har en 3 till 9 centimeter lång och relativt gles vippa. Grenarna i vippan är krusiga och det är detta karaktärsdrag som gett arten dess svenska namn. På vippan sitter 6 till 7 millimeter långa småax som ibland har en rödaktig ton. Varje småax har normalt två blommor samt borst.

## Habitat
Kruståtel finns i hela Norden med undantag för några få delar av inlandet på Island.

### Utbredningskartor
- Norden
- Norra halvklotet

## Biotop
Kruståtel trivs bäst i torra och magra områden.

## Underarter
Ibland delar man in arten i följande två underarter:
- Vanlig kruståtel (Avenella flexuosa spp. flexuosa)
- Fjällkruståtel (Avenella flexuosa ssp. corsica)

Fjällkruståtel skiljer sig ifrån huvudunderarten i att den bara blir 20 till 35 centimeter hög och bara blommar i juli.

## Etymologi
Artepitetet flexuosa kommer ifrån det latinska ordet flexus som betyder böjning. Detta namn, precis som det svenska artnamnet, syftar på vippans krusiga eller vågiga grenar.

## Bygdemål
| Namn        | Trakt             | Anteckning                                | Referens |  |
| ----------- | ----------------- | ----------------------------------------- | -------- |  |
| Gegal Gegan | Ångermanland      |                                           | [ 1 ]    |  |
| Gegar Gegål | Västerbotten      |                                           | [ 1 ]    |  |
|             |                   |                                           |          |  |
| Kruståda    |                   |                                           | [ 1 ]    |  |
| Sia         | Renskötselområdet | Avledning från växtens samiska namn sitnu | [ 2 ]    |  |

## Kruståtel som betesväxt
Kruståtel har i Sverige ansetts vara en av de allra bästa skogsbetesväxterna för kreatur. Kemiska analyser har visserligen inte visat på något anmärkningsvärt näringsinnehåll, men kanske har arten egenskaper som gör den särskilt smaklig.
Även för rennäringen betraktas kruståteln som en av de allra viktigaste betesväxterna, inte bara sommartid utan även under hösten, då den har en hög sockerhalt. Den är vanlig inom hela renskötselområdet.